# Schloss Kempfenhausen

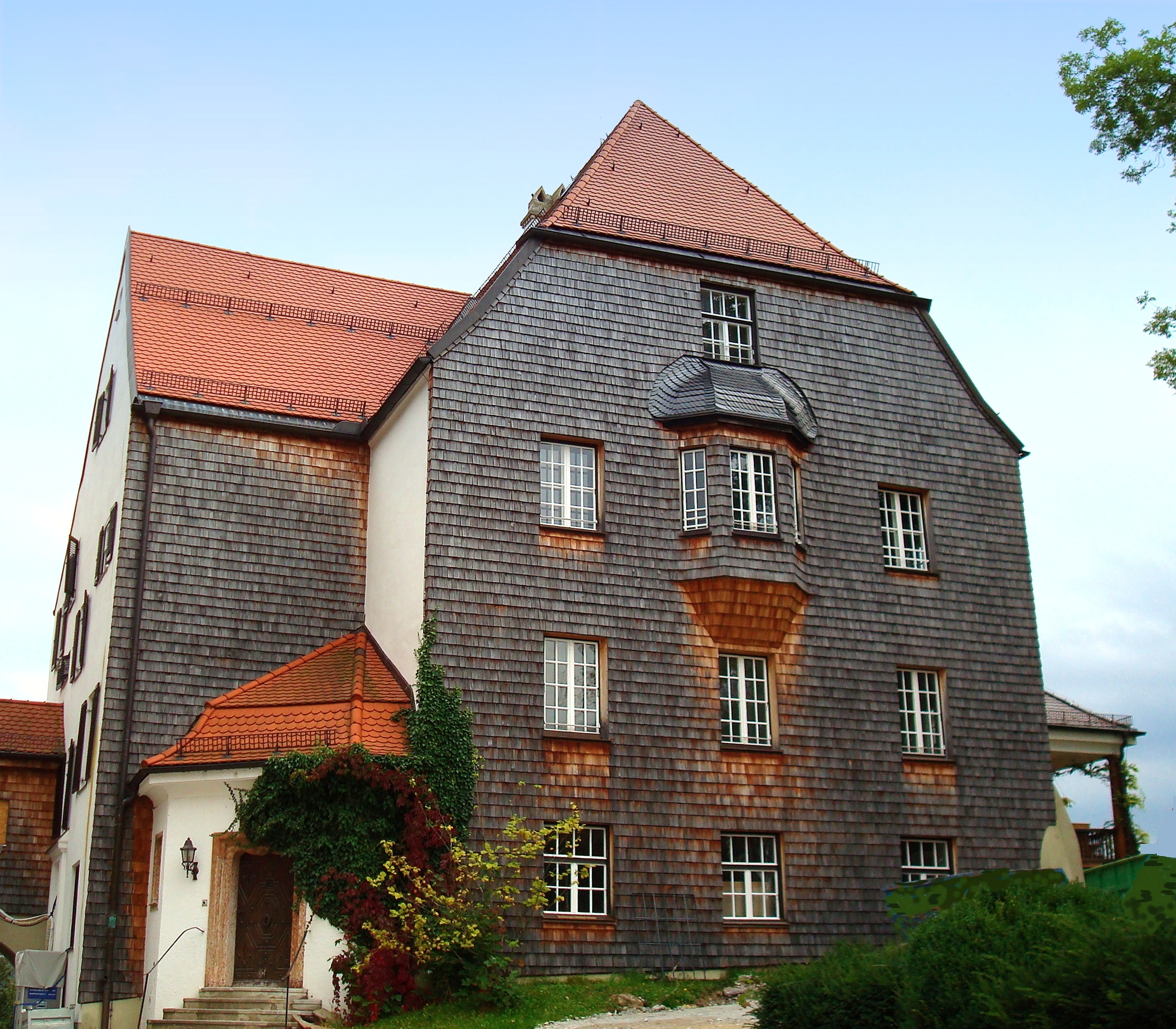
Heutige Ansicht

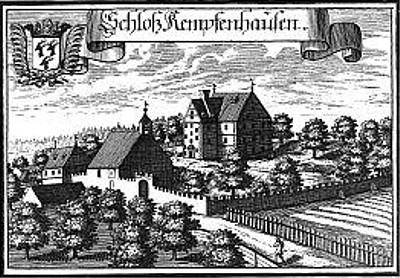
Schloss Kempfenhausen auf einem Kupferstich von Michael Wening (um 1700)

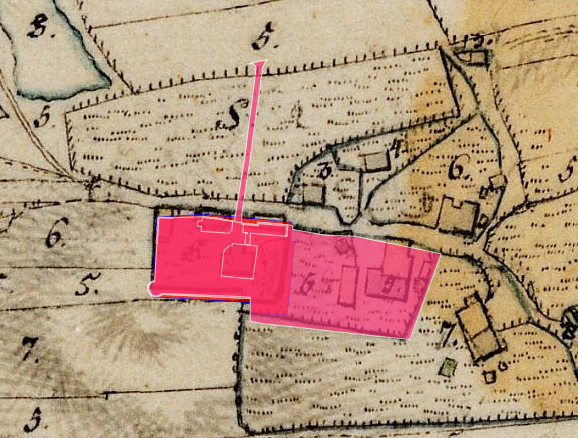
Lageplan von Schloss Kempfenhausen auf dem Urkataster von Bayern

Das Schloss Kempfenhausen liegt in Kempfenhausen, einem Gemeindeteil der Gemeinde Berg im oberbayerischen Landkreis Starnberg. Die Anlage ist unter der Aktennummer D-1-88-113-54 als Baudenkmal verzeichnet. „Untertägige spätmittelalterliche und frühneuzeitliche Befunde im Bereich des Hofmarkschlosses Kempfenhausen und seines Vorgängerbaus mit zugehöriger Schlosskapelle St. Anna“ werden zudem als Bodendenkmal unter der Aktennummer D-1-8034-0216 geführt.

## Geschichte
Schloss Kempfenhausen wurde für Arsatius Barth 1515 bis 1520 errichtet. Seit 1850 besaß die Familie Schauß das Schloss. Emil (1833–1900), seine Schwester Charlotte (* 1830) und sein Bruder Friedrich von Schauß (1832–1893) verkauften es 1892 dem Nationalökonomen August Sartorius von Waltershausen.

## Beschreibung
Das Schloss besteht aus einer Gruppe mehrerer Bauten mit umgebendem Garten. Das ehemalige Herrenhaus ist ein dreigeschossiger Satteldachbau mit risalitartigem Vorbau nach Norden. Das Gebäude wurde für Arsatius Barth  1515 bis 1520 errichtet. Später erfolgten verschiedene Umbauten.
Die Gartenanlage, mit ehemaligem Ziergarten im Westen und ehemaligem Nutzgarten mit Streuobstwiese und Terrassierung im Osten, wurde vor 1700 eingefriedet. Die Auffahrt mit Einfahrtsrondell im Norden als Rest eines ehemaligen Parks, wurde ab 1909 unter Graf Bylandt angelegt.

## Heutige Nutzung
Das Schloss Kempfenhausen ist ein Veranstaltungshaus des Gesundheitsreferats der Stadt München.